# Was eine Frau im Frühling träumt (1959)
Was eine Frau im Frühling träumt ist ein deutscher Liebesfilm von Erik Ode aus dem Jahr 1959.

## Handlung
Elisabeth Brandt ist seit 20 Jahren mit dem Spielzeugfabrikanten Johannes verheiratet, dem die Arbeit schon immer wichtiger als seine Familie war. Selbst die Hochzeitsreise musste damals wegen Terminen verschoben werden und fand am Ende nie statt. Nun verpasst Johannes wegen Geschäftsverhandlungen mit den Japanern die Heimkehr seiner Tochter Helga, die zwei Jahre in der Schweiz gelebt hat. Helga wollte Malerin werden, hat sich in der Ferne jedoch neu entschieden. Die als verwöhnt und verzogen geltende junge Frau möchte nun Schriftstellerin werden und legt sich den Künstlernamen „Therese Fanal“ zu.
Helga hat Geburtstag und Johannes plant daher eine große Feier in seinem Haus, zu der er auch seinen Mitarbeiter Fritz Bergstedt einlädt. Der wurde von Johannes’ Sekretärinnen bereits vor Helga gewarnt und will ihr zum Geburtstag eine Malermappe kaufen. Im Laden trifft er Helga, die er noch nie zuvor gesehen hat, und interessiert sich für sie. Als er hört, wie sie von Schriftstellern schwärmt, gibt er sich als Autor „Victor Molinar“ aus, während sie sich ihm als „Therese Fanal“ vorstellt. Beide erscheinen nicht auf der Geburtstagsfeier, gibt Fritz doch vor, nach Paris abreisen zu müssen. Er bleibt jedoch scheinbar nur für „Therese“ in der Stadt. Helga ist glücklich, erfährt jedoch kurz darauf, dass der echte Victor Molinar bereits seit vielen Jahren verstorben ist. Fritz gesteht ihr, dass er nur ein Angestellter der Firma Brandt ist, und Helga will ihm bereits beichten, dass sie die Tochter seines Chefs ist, doch zieht er über die „verzogene Tochter“ seines Vorgesetzten her, sodass sie ihn stehenlässt, aber andeutet, Johannes gut zu kennen und ihm viel zu verdanken. Johannes wiederum verspricht seiner unzufriedenen Frau, mit ihr zwei Wochen auf nachgeholte Hochzeitsreise nach Konstanz zu gehen, bittet sie dann jedoch, ohne ihn vorzufahren, weil er dienstlich nach Zürich muss. Elisabeth fährt allein nach Konstanz, während Johannes mit Helga nach Zürich fliegt.
Während ihrer Reise macht Elisabeth einen Abstecher zur Insel Mainau, wo sie zufällig ihre große Jugendliebe, den Geiger Pierre Bonvant, wiedertrifft. Der ist zwar in einer Beziehung mit Sängerin Madeleine, leidet jedoch unter ihrer berechtigten Eifersucht. Er verbringt den Abend daher mit Elisabeth, die es genießt, dass ein Mann für sie die Arbeit ruhen lässt. Johannes wiederum verschiebt seine Ankunft in Konstanz auf den nächsten Tag, weil auch die Geschäftspartner erst am nächsten Tag in Zürich eintreffen werden. Elisabeth erfährt dies und will nun über Nacht auf der Insel Mainau bleiben. Das Zusammensein mit Pierre verläuft jedoch anders als geplant: Zwar will er ihr in einem Boot auf dem Bodensee näher kommen, doch bleibt sie Johannes treu. An Land kommen beide dennoch erst am nächsten Morgen, weil das Motorboot nicht mehr anspringen will. Zu dem Zeitpunkt ist Johannes bereits in Konstanz angekommen, weil überraschend der eifersüchtige Fritz in Zürich eingetroffen ist, um „Therese“ vor Johannes zu retten – der Schwindel kann aufgeklärt werden und Fritz übernimmt die Verhandlungen in Zürich. Johannes erwartet schließlich eifersüchtig seine Frau, die wiederum durch einige Missverständnisse bald glaubt, dass Johannes eine Affäre mit Madeleine hat. Am Ende vertragen sich die beiden Paare wieder und auch Fritz und Helga, deren Beziehung einige Wendungen nimmt, werden ein Paar. Johannes erkennt zudem, dass seine Fabrik auch ohne ihn läuft: Sein kleiner Sohn Rudi hat eine eigene Erfindung an die Japaner verkaufen können und ist mithilfe seiner Oma ebenfalls auf eigene Faust dabei, diese weltweit zu vermarkten.

## Produktion

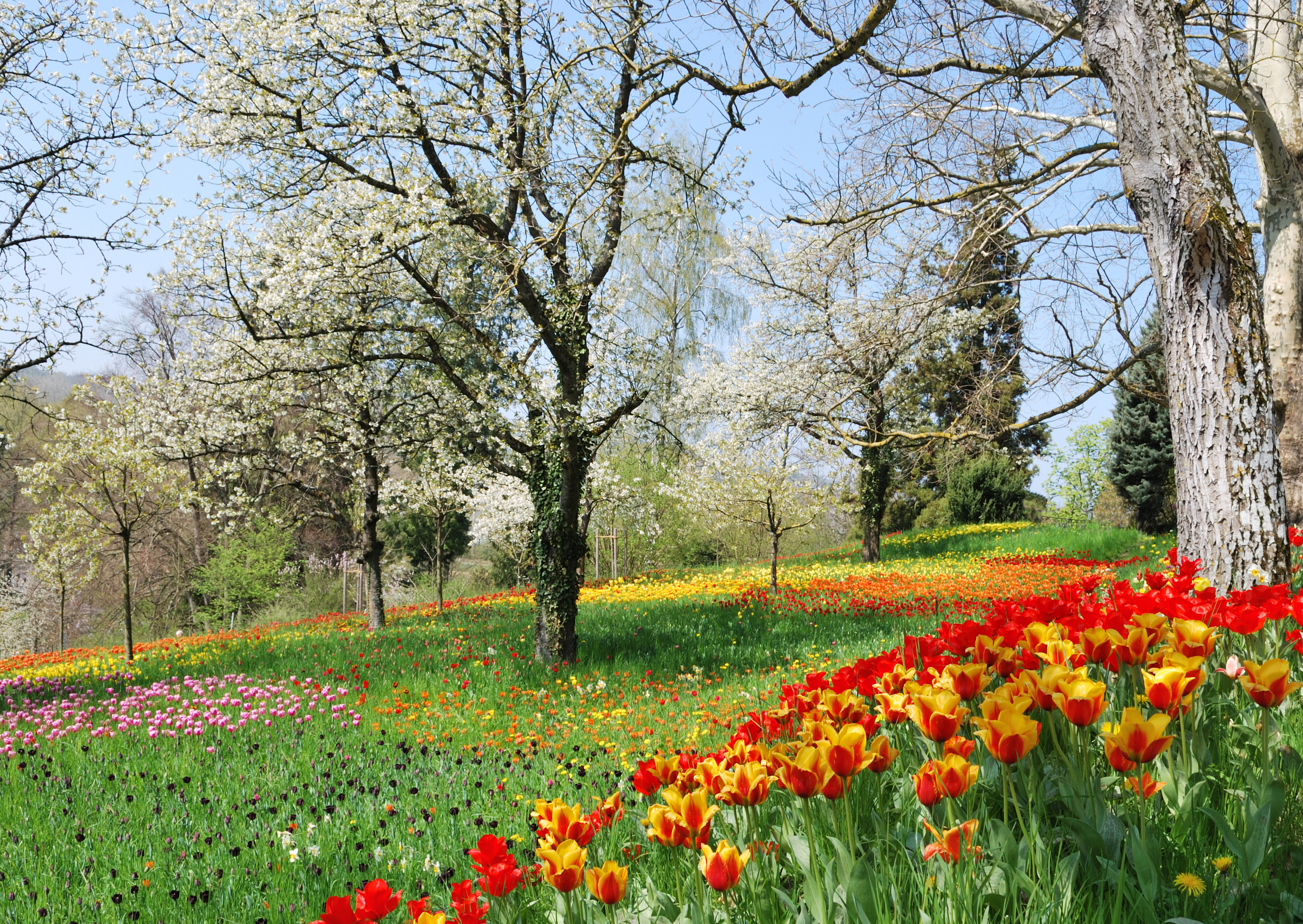
Insel Mainau zur Zeit der Tulpenblüte, ein Drehort des Films

Was eine Frau im Frühling träumt wurde zunächst von Mai bis Juni 1958 auf der Insel Mainau, in Konstanz, am Bodensee sowie in den CCC-Studios Berlin-Spandau und am Bahnhof Zoo in Berlin gedreht. Da Rudolf Prack erkrankte, musste der Dreh unterbrochen werden. Weitere Dreharbeiten erfolgten im November 1958 in Wien sowie in Berlin. Die Herstellungsleitung lag in den Händen von Horst Wendlandt; die Kostüme schuf Maria Brauner, die Filmbauten stammen von Emil Hasler und Walter Kutz. Christine Görner singt, begleitet vom RIAS-Tanzorchester, das Lied Einmal wirst du wieder treu mir sein. Es tanzen Richard Allan und Rosemarie Renz.
Der Film erlebte am 19. Februar 1959 im Ufa-Palast in Kassel seine Premiere.

## Kritik
„Gefühlig-überzogene Kintopp-Geschichte bar jeglichen Interesses an Realitäten“, befand der film-dienst. Für Cinema war der Film ein „gefühlsduseliger Reigen aus der Nierentischepoche“ und „ein buntes Nichts mit 50er-Jahre-Stars“.